# Impression à la demande

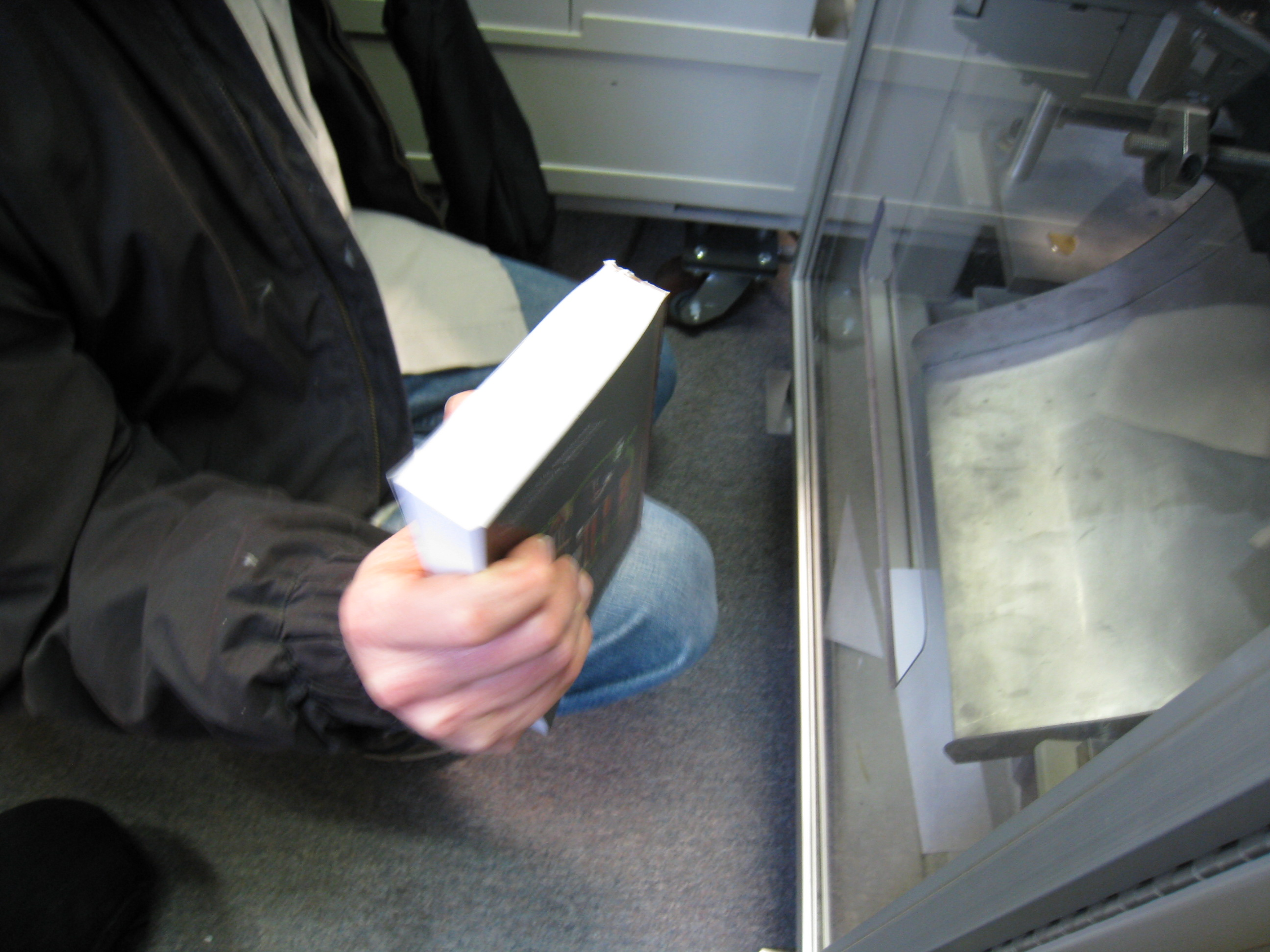
Une impression à la demande au siège de l'Internet Archive de San Francisco, aux États-Unis. Une copie unique du livre de Charles Darwin, L'Origine des espèces, apparaît une vingtaine de minutes après sa commande.

L'impression à la demande, ou POD pour print on demand en anglais, est une technique d'impression et un processus commercial. Ce mode d'impression numérique consiste à offrir rapidement et en petites quantités (parfois un seul exemplaire) des ouvrages dont le faible tirage induirait des coûts excessifs en impression traditionnelle. 
L'avantage de l'impression à la demande réside notamment dans la rapidité avec laquelle de tels ouvrages peuvent être imprimés (immédiatement si nécessaire) et dans le fait qu'elle permet d'imprimer à faible coût de très petites quantités correspondant à des commandes fermes, des expérimentations éditoriales ou des exemplaires de promotion, évitant ainsi les lourdes contraintes de stock (nécessité d'espaces d'entreposage, gestion des retours, pilonnage des invendus, etc.). Née de l'impression numérique et de la généralisation des ordinateurs personnels, l'impression à la demande applique à l'impression des livres et en les perfectionnant les techniques déjà utilisées pour l'impression des documents bureautiques.

## Applications
L'impression à la demande permet de faire imprimer en ligne des ouvrages rares ou introuvables qui sont passés dans le domaine public, tels que ceux du fonds numérique Gallicade la Bibliothèque nationale de France (BnF). Sur les quelque 2,5 millions de documents numérisés et accessibles immédiatement en ligne, environ 270 000 sont aujourd'hui disponibles en impression à la demande et en un seul exemplaire si nécessaire. Ces ouvrages peuvent se commander directement sur le site de la BnF mais également par l'intermédiaire de certaines librairies en ligne qui offrent même la possibilité de les retirer dans n'importe quelle librairie traditionnelle.

### Avantages financiers
La POD permet aussi de commander en ligne ou chez un libraire un exemplaire d'un ouvrage en rupture de stock qui sera imprimé et expédié par l'éditeur lui-même dans les heures qui suivent la réception de la commande. De cette manière, l'éditeur comme le libraire se libèrent de tout problème de stockage et de réapprovisionnement. Les titres de fonds sont disponibles à tout moment et un ouvrage n'est jamais épuisé. Le délai de livraison est le même que si l'ouvrage était sorti du stock, solution idéale pour les titres de fonds à rotation lente et les titres en rupture de stock dont la réimpression n'est pas envisageable économiquement.
Aujourd’hui, on peut même faire imprimer immédiatement chez des libraires équipés de la machine adéquate des livres sous droits d'auteur dont le fichier numérique est mis à disposition, moyennant finance, par leur éditeur, mais également des ouvrages tombés dans le domaine public et accessibles gratuitement dans des bases de données libres telles que celle de Google Livres ou même des travaux personnels fournis sur un support informatique tel qu'une clé USB. En moins de dix minutes l'ouvrage est disponible, couverture couleur comprise.
L'impression à la demande permet également aux éditeurs traditionnels de réimprimer à bas coût de courts tirages de titres peu demandés mais correspondant à des commandes fermes ainsi que des ouvrages de niche ne s'adressant qu'à un public ciblé en limitant leurs risques financiers. L'impression offset des livres étant fort coûteuse en dessous de 1 000 exemplaires, la POD permet par contre d’exécuter de très petits tirages à des tarifs bien plus avantageux et certains éditeurs autrefois purement numériques offrent aujourd’hui une version papier de leurs fichiers. 

### Auto-édition
En faisant imprimer en ligne son propre livre à partir d'un fichier numérique, il est possible de devenir son propre éditeur. Le résultat imprimé est semblable à une édition commerciale et moins coûteux que l'édition à compte d'auteur. On peut se faire livrer les exemplaires commandés et en assurer soi-même la commercialisation, mais certaines structures d'impression importantes peuvent également en gérer la promotion et/ou la logistique des ventes si nécessaire (prise de commandes, suivi des livraisons et facturation).
D'autres structures, qui ne sont pas des imprimeurs mais des sociétés de services qui sous-traitent l'impression, proposent à la fois la POD, la promotion et la logistique des ventes des ouvrages de leurs clients. Certains vont même jusqu'à les proposer à la vente dans les librairies en ligne, tandis que d'autres exposent aujourd'hui ces titres dans les foires du livre.

## Machines dédiées

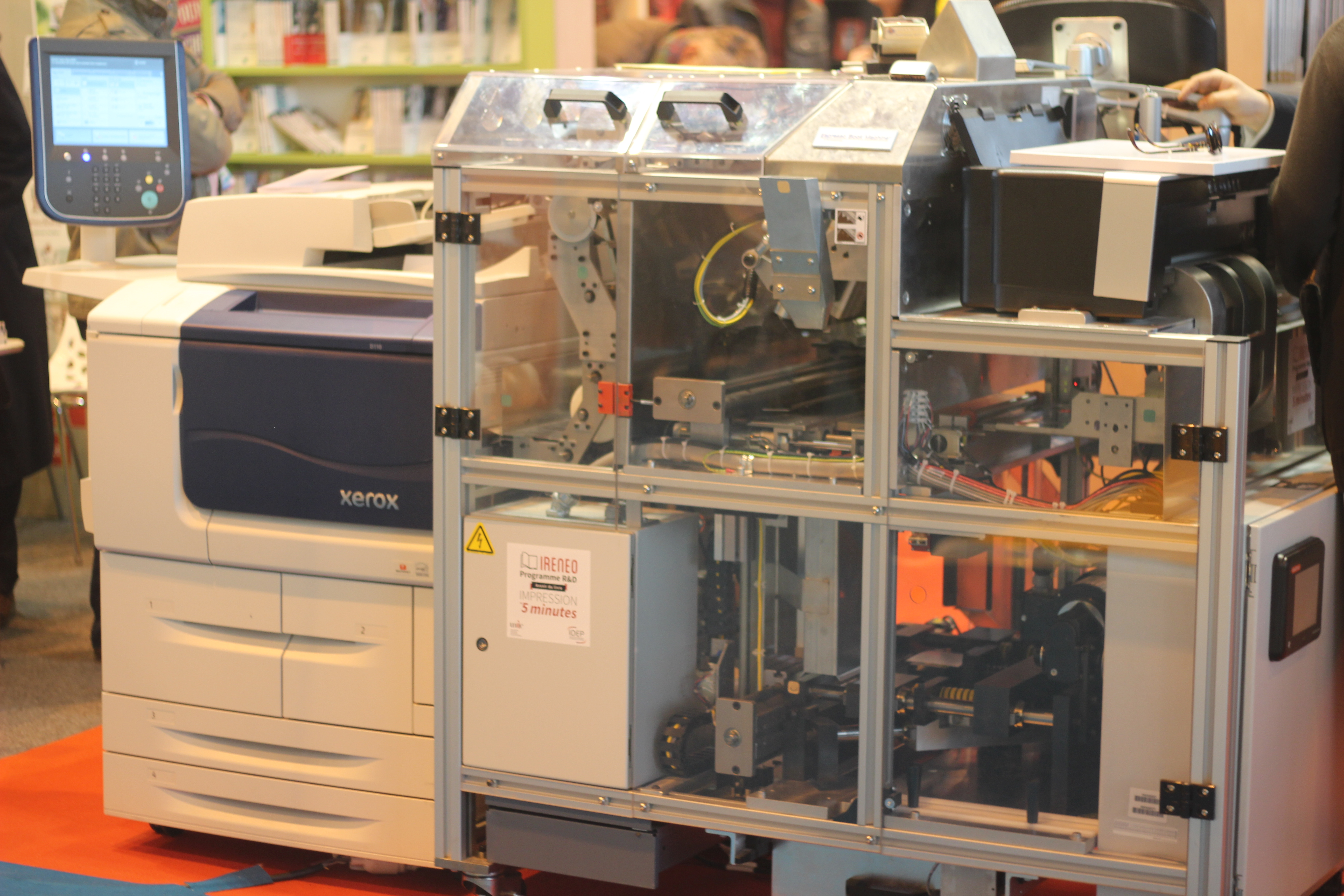
L'Espresso Book Machine au Salon du Livre de Paris 2015

- L'Espresso Book Machine de Xerox, qui permet d'imprimer des livres à la minute, en un seul exemplaire si nécessaire, dans des points de vente spécialisés ouverts au public (librairies, bibliothèques, institutions culturelles, ...). Cette imprimante/relieuse/rogneuse de la taille d'un gros photocopieur multifonctions professionnel sert également à l'impression de certains ouvrages commandés en ligne sur des sites dédiés à l'impression à la demande[5],[6].

- La gamme de rotatives à jet d'encre Kodak Prosper 6000, qui peuvent atteindre jusqu'à 28 mètres de long, sont capables d'imprimer des ouvrages d'une qualité semblable à celle de l'offset. D'autres modèles de plus petite taille, telle la Kodak Prosper 1000 — une rotative à jet d'encre de 14 mètres de long — équipent aujourd'hui certaines imprimeries de pointe telles que Soregraph-Sagim et s'adressent à une clientèle de petits, moyens et grands éditeurs français tels que Grasset, Odile Jacob, certaines structures du groupe Editis, les Presses universitaires de France, Flammarion et Gallimard pour l'impression de courts et moyens tirages.

- Les rotatives à jet d'encre HP, énormes machines également capables d'imprimer des ouvrages d'une qualité semblable à celle de l'offset, sont destinées à remplacer un jour les rotatives offset actuelles, bien que ces dernières aient encore de beaux jours devant elles. Dédiées elles aussi à l'impression des courts et moyens tirages, elles sont utilisées dans de grosses structures telles que Lightning Source, le Groupe CPI, ou encore Dupli Print, Isiprint et Maqprint. Ces machines répondent aux demandes des plus grands éditeurs (Hachette, Editis, Gallimard, Flammarion, La Martinière,...).